# Offshoring
Subcontratación internacional o deslocalización (del inglés offshoring) es una subcontratación de procesos de negocios de un país a otro, usualmente en busca de costos más bajos o mano de obra. Incluye procesos como producción, manufactura, servicios e incluso innovación o investigación y desarrollo (I+D).

## Tipos
Desde un punto de vista de la propiedad, existen dos tipos diferentes: 
- Deslocalización:  es el proceso por el que los bienes o servicios proceden de una filial de la propia empresa, localizada en un país distinto al de la empresa original. En definitiva existe una operación en el exterior, que pertenece a la misma empresa, lo cual le da un mayor nivel de control.[1]
- Contratación externa: es aquella situación en la que los bienes o servicios provienen de una empresa independiente, localizada en un país distinto al de la empresa original. En definitiva existe una operación en el exterior, que además se terceriza o externaliza.[1]

Desde un punto de vista del tipo de proceso de negocio:
- De servicios. Prestación de servicios desde el extranjero, como centros de llamados, servicio técnico o procesos administrativos. (India, Irlanda, países de Europa del Este).
- De manufactura. Relocalización de fábricas y centros de producción. Países con una mano de obra abundante y de bajo costo son los destinos preferidos (India, China, México).
- De investigación y desarrollo. Conocido en inglés como R&D offshoring, representa la relocalización de actividades de alto valor como son la investigación, el desarrollo de productos, ingeniería y diseño.
- De ventas, mercadeo y entrenamiento. Conocido en inglés como SMO, el diseño de soluciones en las cuales se integran los recursos humanos calificados, el seguimiento de la gestión y las herramientas adecuadas para la consecución de los objetivos de ventas trazados por el cliente. Esta práctica se utiliza cuando las compañías desean incursionar en mercados nuevos o desarrollar nuevos canales de atención a sus clientes.

Desde un punto de vista de la distancia:
- Offshoring sugiere una relocalización a un país distante. Ejemplo, Estados Unidos e India. Normalmente se obtienen menores costos pero existen diferencias culturales, de lenguaje y zonas horarias.
- Nearshoring es un término usado para el offshoring cuya locación no es lejana. Ejemplo, Estados Unidos y México, o Estados Unidos y Canadá. El nearshoring tiene la ventaja de obtener bajos costos, pero compartiendo aspectos culturales y husos horarios.

## Factores a considerar

### Recurso Humano
La disponibilidad y calidad de la fuerza laboral es uno de los principales factores por los que una empresa opta por su deslocalización de procesos o implantación de procesos productivos en el extranjero. Para ello se tomarán en cuenta criterios tanto de cualificación del personal como de costo del mismo.

### Costos
Sin duda los bajos costos son un factor de interés para las compañías. Bajos costos en telecomunicaciones, renta de oficinas, locales o terrenos, transporte y recurso humano, permiten obtener ventajas ante la competencia en un mundo globalizado.

### Ambiente de negocios
Un buen entorno favorece la instalación de operaciones en un país extranjero. Estabilidad económica, política y social, calidad de vida, temas culturales, apertura internacional y seguridad son algunos factores a considerar para lograr el éxito.
Siguiendo la regla de las tres T que indica Richard Florida es importante tener en cuenta un entorno que aporte: Tecnología, Talento, Tolerancia (aspecto clave cuando hablamos de offshoring en innovación)

### Infraestructura
Carreteras, aeropuertos, puertos, telecomunicaciones, acceso a bienes y servicios, y facilidades logísticas serán los que lleven a una empresa a tomar la decisión final de ubicación de su planta en el extranjero dentro del país elegido.
La producción de un bien conlleva la necesidad de factores de producción como el capital, trabajo, pero también una serie de bienes y servicios intermedios. Estos bienes y servicios intermedios puede provenir del propio país o bien ser importados de terceros países. De modo que el offshoring o el outsourcing internacional consiste en la importación de estos bienes y servicios. 
El desarrollo del offshoring en los últimos años se ha visto facilitado en gran medida por disminución en los costes de transporte convencionales, así como por los avances en la tecnología de la información y las comunicaciones (TIC). A su vez, este desarrollo, así como sus efectos sobre el mercado laboral del país que lo realiza ha sido objeto de un intenso debate. 
Un caso clásico de fragmentación en la producción es el de la muñeca Barbie presentado
por Tempest (1996). El juguete se diseña en EE.UU.; el plástico y el pelo provienen de Taiwán
y Japón; la ropa de China; y el molde, las pinturas para decorarla y el embalaje de
EE.UU. Finalmente, el ensamblaje se lleva a cabo en Indonesia y/o Malasia.

## Asia, destino de offshoring

### China
China se ha convertido en el principal destino para empresas que han querido relocalizar plantas de producción de sus productos. Hoy en día China fabrica ropa, equipos, artefactos electrónicos, juguetes y un sinfín de otros productos. China cuenta con ética de trabajo, sin embargo, la falta de inglés dificulta la comunicación.

### Filipinas
Surge como alternativa a India, por su infraestructura y conocimiento del inglés. Por otro lado, carece de las habilidades que posee India y existe preocupación por actividades de terrorismo.

### India
India es líder en relocalización de servicios y procesos administrativos, como centros de atención al cliente y procesos financieros. Dentro de las ventajas que se reconocen de India se cuentan el dominio del idioma inglés (un 20% de su población) y la cantidad de ingenieros en computación que se gradúan cada año (300.000 graduados). Entre los obstáculos que podrían enfrentar las empresas se destaca las diferencias culturales.

## Europa del Este, crece en offshoring

### Rusia
Rusia cuenta con una gran fuerza laboral en las áreas de ciencia y matemáticas, procesos y metodología. Su debilidad es el escaso dominio del inglés y la inestabilidad política, 

## Latinoamérica, emerge como una posibilidad

### Argentina
Argentina está tomando un rol prominente en el plano internacional de IT. Algunos de los puntos fuertes que generan que Argentina sea uno de los principales países a la hora de decidir donde externalizar esta clase de proyectos son:
- Los beneficios del gobierno para las actividades de IT
- Las habilidades y capacidades de los profesionales calificados en IT
- Las ventajas del costo de la hora-hombre en Argentina en relación con la de los países desarrollados
- La zona horaria compartida con Europa y Norteamérica
- La zona geográfica conveniente (Nearshore)

### Chile
Chile destaca por su estabilidad económica, política y social, además de por su moderna infraestructura, apertura a los mercados y fuerza laboral capacitada. Empresas como Oracle, Sinapsis y Evalueserve han apostado por Chile como plataforma de negocios.
Para consolidar esta iniciativa, se anunció la conformación de un Consejo Estratégico Público-Privado, el que tendrá como misión diseñar e implementar acciones para fortalecer las condiciones país para el desarrollo y expansión de este sector, seleccionado por el Consejo Nacional de Innovación como uno de los cluster con mayor potencial de crecimiento durante la próxima década.

### Colombia
Colombia es la economía emergente más importante de la región latina, con excelentes profesionales y un buen nivel de capacidad de trabajo. Su privilegiada posición geográfica en el centro de la región Caribe, Centro América y Suramérica hace que por nearshore sea especialmente solicitada. Lleva el liderazgo en exportación de servicios de call center, por su capacidad de organización, infraestructura, apoyo estatal y por su acento neutro del español y en algunos casos bilingüismo de calidad. Los servicios de Ingeniería han sido otra rama que crece de manera importante. Es conocida su excelente maquila a nivel de confección de prendas de alta costura. Un decidido apoyo estatal en el sector del comercio y TIC (vivedigital.gov.co) muestra a esta nación como el sitio a tener en cuenta para servicios de offshoring.

### Costa Rica
Costa Rica ha destacado en los últimos 10 años como un fuerte destino de Inversión Extranjera Directa, IED, proveniente mayormente de Estados Unidos, y aún más recientemente de Europa y China. El país recibe unos 600 millones de dólares estadounidenses por año en IED. La inversión se ha concretado en diversos proyectos turísticos, desarrollo de bienes raíces, en industria electrónica y médica de alta tecnología. Estas inversiones se han logrado por su tradición democrática y estabilidad social, apertura comercial y fuerza laboral bien educada y bilingüe

### México
México cuenta con una posición geográfica privilegiada; con una población alrededor a 130 millones de habitantes es el país con más hispanohablantes del Mundo. Comparte más de 3000km de frontera con Estados Unidos, cabe destacar también las sociedades comerciales y tratados de libre comercio con los que cuenta México, así como su relativamente amplia apertura comercial, mano de obra barata (más económica que todos los países BRIC excepto India), alto sentido de calidad en la producción de todo tipo de mercancías, infraestructura antigua, de mediana edad y en construcción, pero eficiente y bien distribuida, facilidades gubernamentales para el establecimeinto de negocios que quieran utilizar a México como productor de bienes y servicios Industriales de buena calidad, facilidad para la exportación (recordemos que México es el peso pesado de las exportaciones en América Latina), capacitación constante de profesionales y parques industriales bien posicionados, establecidos e interconectados en todas líneas productivas del país, así como seguridad energética.

## A.T. Kearney Offshoring Location Attractiveness Index
La consultora internacional A.T.Kearney realiza este ranking anual de las mejores localizaciones para el offshoring. Para su cálculo se toman en consideración tres categorías: atractivo financiero (se valora entre 0 y 4), disponibilidad de gente y habilidades (se valora entre 0 y 3) y ambiente de negocios (entre 0 y 3). Por lo tanto el máximo puntaje es 10. En la versión 2007, el país más atractivo para offshoring es India con 7,0 puntos.